# Monachisme
Ne doit pas être confondu avec Monarchisme.

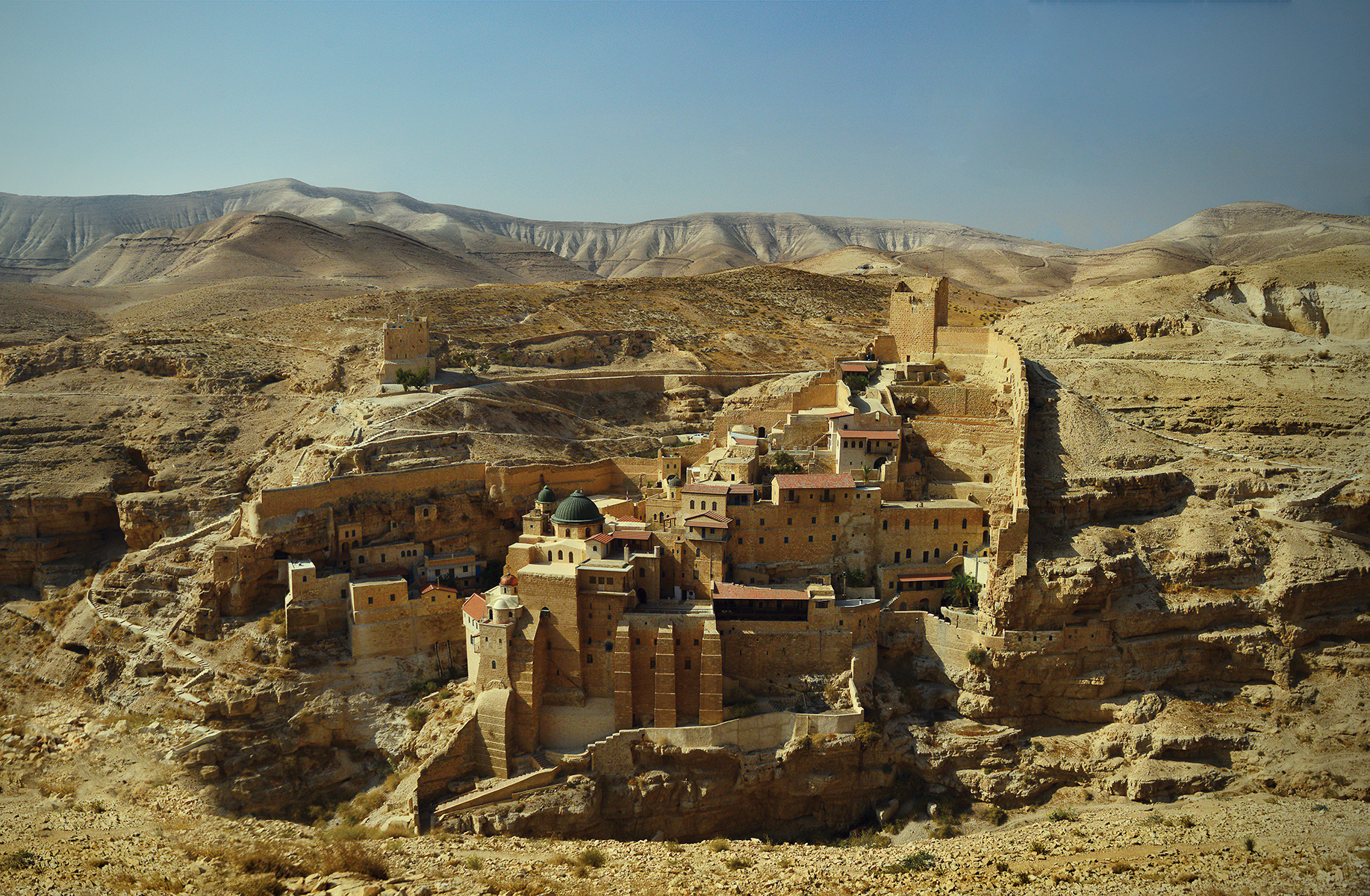
Le monastère de Mar Saba dans la vallée du Cédrom, désert de Judée, Cisjordanie.

Le monachisme est l'état et le mode de vie de personnes qui ont prononcé des vœux religieux et font partie d’un ordre dont les membres vivent sous une règle commune, séparés du monde. Cela concerne les moines, au masculin, et les moniales, au féminin. Le mot vient du grec ancien monos qui signifie « solitaire » et plus particulièrement « célibataire ». La première institution connue du monachisme est celle du bouddhisme theravada, il y a vingt-cinq siècles. Dans le bouddhisme, le monachisme est l'un des trois refuges, particulièrement propice à la méditation qui constitue le cœur de la pratique.
Dans le christianisme, selon la tradition, le monachisme apparaît autour de Pacôme le Grand, vers 329 en Égypte, à proximité de Nag Hammadi. Avec la persécution de Dioclétien en 306, nombreux avaient été les Alexandrins à se réfugier dans le désert. Même si elle diffère nettement de la vision chrétienne du monachisme, l'Égypte ancienne connut une tradition de reclus (« katochoi ») autour du temple de Sérapis. La naissance du monachisme chrétien en Égypte se situerait donc dans la continuité d'une tradition locale d'ascèse. Selon Philon d'Alexandrie, les Therapeutae seraient les précurseurs des premiers ordres monastiques chrétiens.
Entre Jérusalem et la mer Morte, Chariton le Confesseur introduit le tout premier monachisme du désert de Judée au début du IVe siècle, à l'origine de trois monastères (ou laures). À la fin du Ve siècle, Sabas le Sanctifié fonde la Grande Laure ou monastère de Mar Saba. 

## Le monachisme chrétien

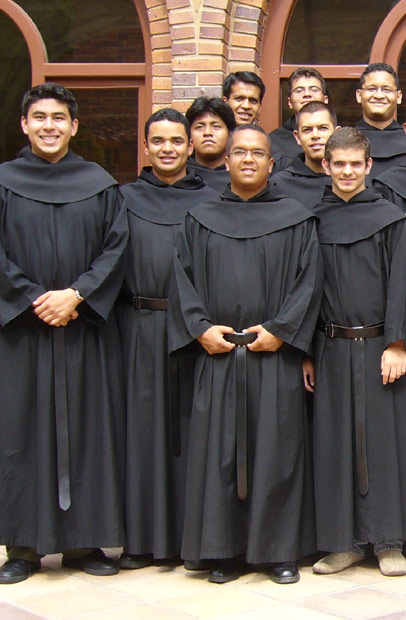
Moines de l'ordre des Augustins récollets.

Le monachisme chrétien en tant que tel apparaît en Orient dès le IIIe siècle, en particulier vers 270, avec la retraite d'Antoine le Grand dans le désert égyptien. Son rayonnement attire autour de lui, et malgré lui, de nombreux disciples qui mènent, comme lui une vie érémitique (anachorètes), donc solitaire, ou qui se regroupent en petites communautés (cénobites) que Pacôme le Grand, tout en s'inspirant d'Antoine le Grand, régule de manière méthodique en Haute-Égypte. La règle de Pacôme, codifiée au IVe siècle par Basile de Césarée, influencera tout le monachisme futur. Dès le IVe siècle également, il se développe en Occident notamment sous l'impulsion d'Ambroise de Milan en Italie, de Martin de Tours en Gaule et de Colomban en Irlande, toujours sur le modèle égyptien de Pacôme et selon la spiritualité d'Antoine le Grand. Mais c'est la règle de saint Benoît, équilibrant vie spirituelle (prière, ascèse, chasteté, pauvreté), travail manuel et culture intellectuelle qui, dès le début du VIe siècle, sert de référence définitive à l'ensemble de la tradition monastique occidentale jusqu'à aujourd'hui.
Il existe des religieux des deux sexes, appelés moines et moniales, et les communautés étaient en général séparées. L'ordre monastique particulier qui les régit suit en général une règle, dont les plus anciennes sont la règle de saint Basile (aujourd’hui presque uniquement observée par les moines d'Orient) et la règle de saint Benoît, suivie par un peu plus de 20 000 moines et moniales, particulièrement en Occident.
La vie monastique, le plus souvent au sein d'un monastère ou d'un couvent, qui peut être une abbaye lorsqu'il est dirigé par un abbé, varie entre formes cénobitiques (en communauté) et érémitisme.

## Le monachisme bouddhiste

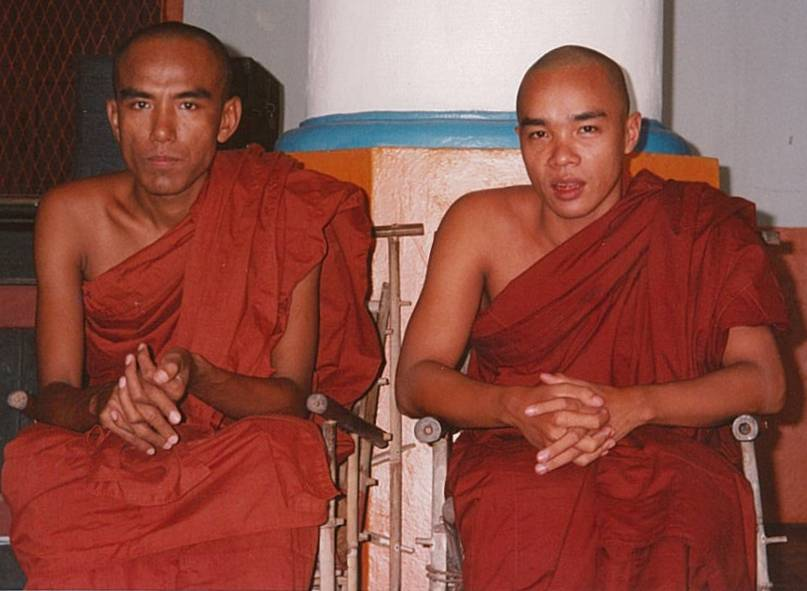
Bhikkhus birmans.

Le bouddhisme possède sa propre forme de monachisme. Ce dernier constitue un élément fondamental de cette religion, et le Bouddha l'a introduit très tôt. Le terme bhikkhu (littéralement « mendiant », féminin bhikkhuni), désigne les membres de la communauté monastique bouddhique (« sangha »), pleinement ordonnés, vivant uniquement de ce qui est offert et observant les préceptes définissant une vie de renoncement et de simplicité. Ils ne sont pas autorisés à utiliser de l’argent et ne peuvent manger que ce qui est offert. Ce sont d'abord les hommes qui se sont réunis en communauté monastique, avant que les femmes puissent aussi s'organiser de cette manière.
Bhikkhu (littéralement « mendiant ») n'a pas de réel équivalent dans le vocabulaire religieux des langues occidentales (le mot « prêtre » n'est en principe plus utilisé puisqu'il n'y a pas de sacerdoce bouddhiste); on le traduit communément par « moine », bien que ce terme ne corresponde pas vraiment à bhikkhu. Quant au terme « bonze », issu du japonais bonsô via la prononciation de ce mot en portugais, il est apparu dans le vocabulaire anglais au début de la bouddhologie, en particulier en Asie du Sud-Est. Bien qu'on le rencontre encore parfois, ce mot qui date du XVIe siècle devrait être évité. 

## Le monachisme dans l'islam
Le Coran évoque les moines et le monachisme :

« Tu trouveras certainement que les Juifs et les associateurs sont les ennemis les plus acharnés des croyants. Et tu trouveras certes que les plus disposés à aimer les croyants sont ceux qui disent: “Nous sommes chrétiens”. C'est qu'il y a parmi eux des prêtres et des moines, et qu'ils ne s'enflent pas d'orgueil. »

— Coran, V, 82

« Ils ont pris leurs rabbins et leurs moines, ainsi que le Christ fils de Marie, comme Seigneurs en dehors d'Allah, alors qu'on ne leur a commandé que d'adorer un Dieu unique. Pas de divinité à part Lui ! Gloire à Lui ! Il est au-dessus de ce qu'ils [Lui] associent. »

— Coran, IX, 31

« Ô vous qui croyez ! Beaucoup de rabbins et de moines dévorent, les biens des gens illégalement et [leur] obstruent le sentier d'Allah. […] »

— Coran, IX, 34

« Ensuite, sur leurs traces [Noé et Abraham], Nous avons fait suivre Nos [autres] messagers, et Nous les avons fait suivre de Jésus fils de Marie et lui avons apporté l’Évangile, et mis dans les cœurs de ceux qui le suivirent douceur et mansuétude. Le monachisme qu'ils inventèrent, Nous ne le leur avons nullement prescrit. [Ils devaient] seulement rechercher l'agrément d'Allah. Mais ils ne l'observèrent pas (ce monachisme) comme il se devait. Nous avons donné leur récompense à ceux d'entre eux qui crurent. Mais beaucoup d'entre eux furent des pervers. »

— Coran, LVII, 26-27

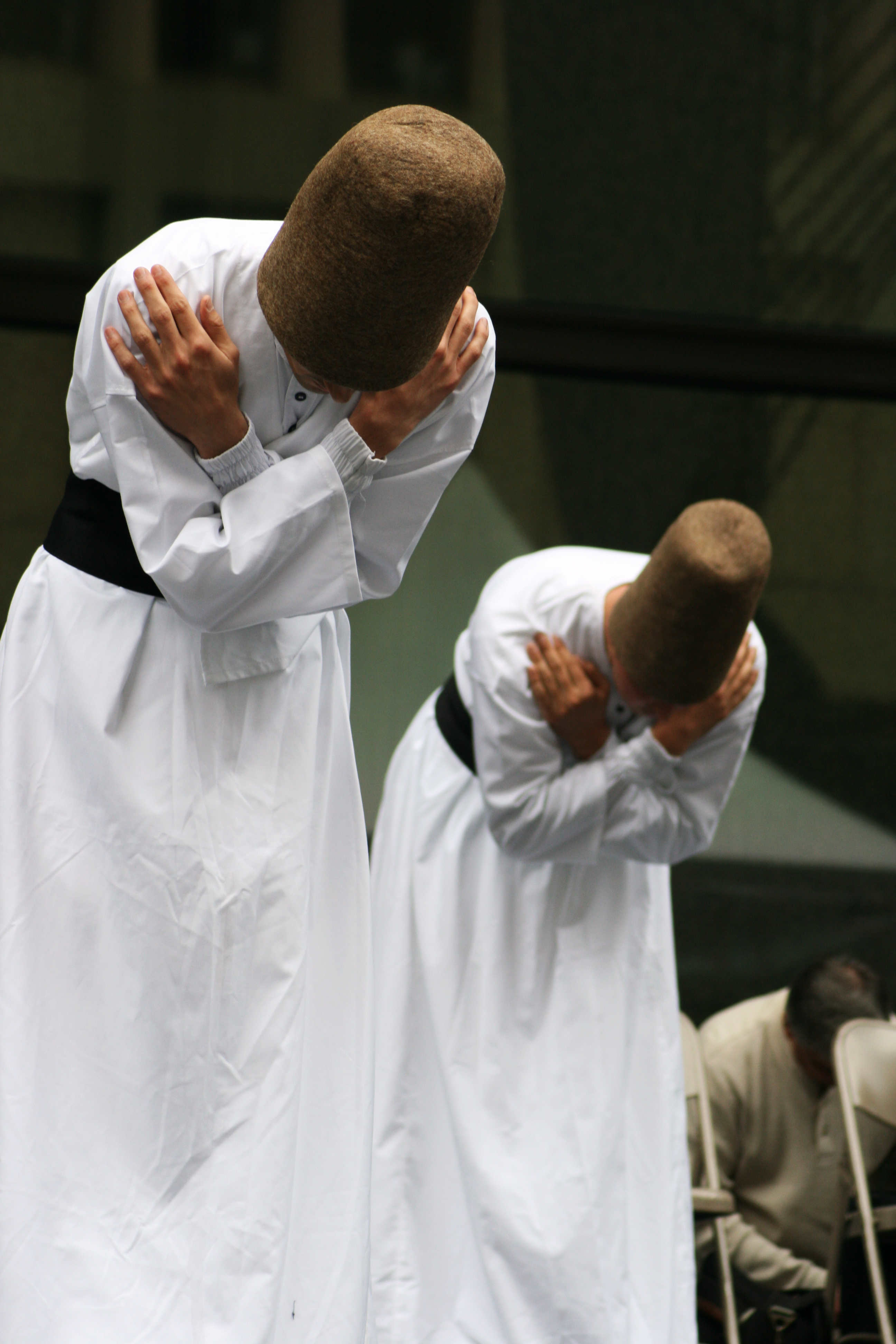
Derviches turcs de l'ordre Mevlevi s'inclinant à l'unisson à la fin de leur tourbillon.

Pour l'islam, Mahomet, dans un hadith dont l'authenticité est restée discutée, aurait précisé qu'il n'y « pas de monachisme en islam » (lā rahbāniyya fī l-islām). Néanmoins, dès les débuts de cette religion, la rahbāniyya (continence et solitude) des croyants est prescrite. Des vœux de chasteté et d'un total abandon de soi à Dieu (islām), dans l'imitation du Jésus coranique, marquèrent les débuts du soufisme avec l'apparition de confréries (ṭuruq), dans le désir d'une perfection intérieure collective plus que dans la fondation de communautés monastiques au sens strict.
Le Coran, au verset 27 de la sourate 57, commente le monachisme chrétien, et affirme que Dieu n'a jamais prescrit aux chrétiens le monachisme, qu'il est une invention humaine. Ce passage (« Le monachisme […] se devait ») est un ajout au texte original du verset : selon Édouard-Marie Gallez, cet ajout apparaît au Xe siècle, en plein débat sur la tolérance envers le monachisme ; d'autre part, Emran El-Badawi suggère que les vv. 26-27 seraient une référence aux Actes des apôtres, avec une critique du rejet de la Loi juive par les premiers chrétiens Gentils, notamment par l’Église d'Antioche fondée par Paul de Tarse.

#### Christianisme
- Cédric Andriot, « Du nécrologe à l'oraison funèbre, la mort du bon religieux », dans C. Barralis, C. Marchal et A. Wagner, Le testament spirituel, du Moyen Âge à l'époque moderne. Legs, salut de l'âme, miroir des vertus chrétiennes, Metz, CRULH, 2013, p. 105-119
- Jacques Dalarun, Modèle monastique. Un laboratoire de la modernité, CNRS Éditions, 2019, 320 p.
- Ghislain Lafont, Des moines et des hommes, Stock, 1975
- Marcel Pacaut, Les Ordres monastiques et religieux au Moyen Âge, Nathan, 1993
- Dom Maurus Wolter, La vie monastique : ses principes essentiels, Paris, Parthénon, 2018.

#### Bouddhisme
- Môhan Wijayaratna, Le Moine bouddhiste selon les textes du Theravâda, Cerf, Paris, 1983

- Môhan Wijayaratna, Les Moniales bouddhistes, Éditions du Cerf, 1991, Éditions Lis, 2016.

#### Islam
- Yves Lacoste, Ibn Khaldoun, Naissance de l'histoire, passé du tiers monde, La Découverte/Syros, Paris, 1998